# Monumento Armistead

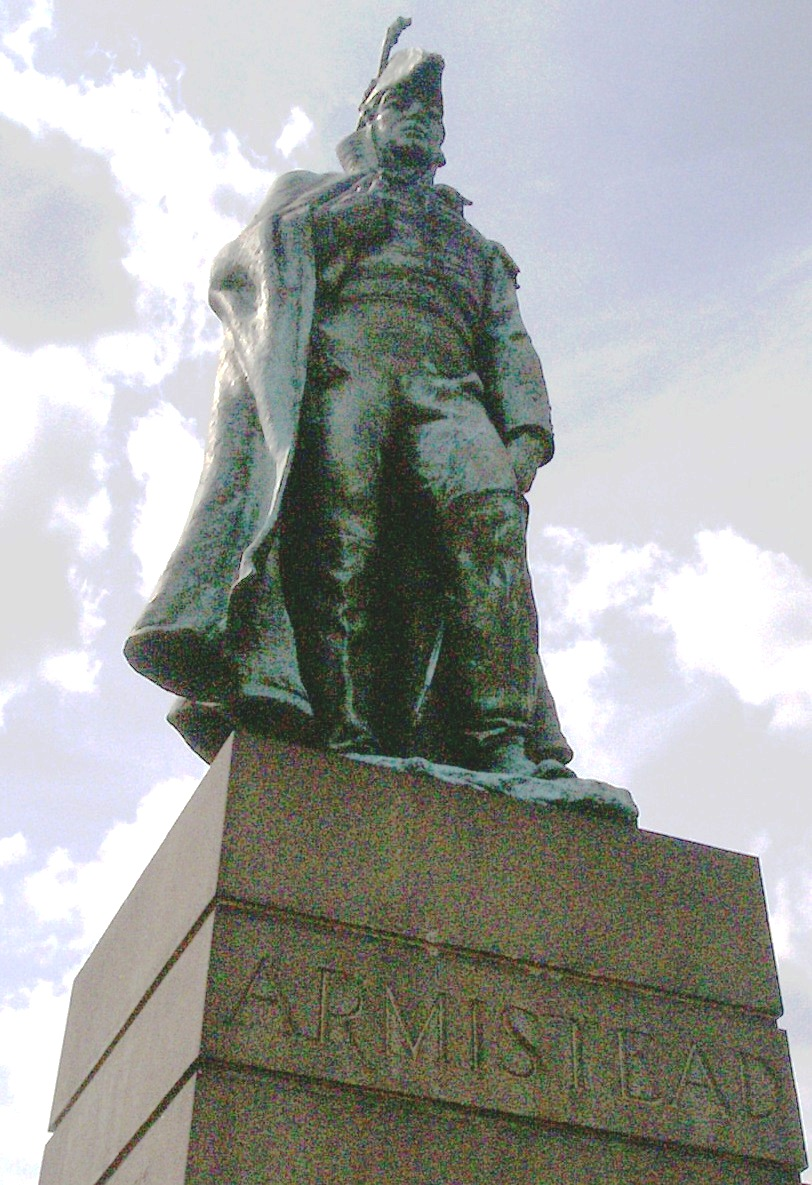
Estátua de George Armistead em Fort McHenry, Baltimore.

O monumento Armistead é uma estátua de bronze do coronel norte-americano George Armistead, de Edward Berge. O monumento está localizado em Fort McHenry, Baltimore. Foi dedicado em 12 de setembro de 1914.